# Sømpose
En Sømpose er en ruminddelt pose af svært stof, læder eller lignende, monteret på et bælte, en rem, der – vist især af tømrere – hænges om maven og bruges til opbevaring af søm, skruer eller lignende under arbejdet. De fleste tømrere og en del andre byggehåndværkere går rundt med sømposen som en naturlig del af arbejdstøjet.
Blandt håndværkere kendes udtrykkene kojsæk eller koddesæk og de mere slang-agtige "nossepose", "nossegynge", mulepose, mavebælte, eller maveskind, samt sømbælte og ølskjuler.

## Ekstern Henvisning
Ordet "koj" er forklaret i Ordbog over det Danske Sprog
- Træsmedens Håndværktøj Arkiveret 16. september 2008 hos  Wayback Machine